# Craspedolepta carinthica
Craspedolepta carinthica är en insektsart som beskrevs av Ossiannilsson 1963. Craspedolepta carinthica ingår i släktet Craspedolepta och familjen rundbladloppor. Inga underarter finns listade i Catalogue of Life.